# Перлівка (річка)
Перлівка — річка в Україні, у Житомирському районі Житомирської області. Ліва притока Тетерева (басейн Дніпра).

## Опис
Довжина річки приблизно 3,5 км.

## Розташування
Бере початок на південно-східній околиці Катеринівки. Тече на південний схід через Перлявку і впадає у річку Тетерів, праву притоку Дніпра.
Річку перетинає автомобільна дорога Н03.